# Ehrlichiosi
Le ehrlichiosi sono un gruppo di malattie infettive causate da batteri dei generi Ehrlichia ed Anaplasma e trasmesse dalla puntura di zecche.

## Etimologia
Il genere Ehrlichia prende il nome dal microbiologo tedesco Paul Ehrlich mentre Anaplasma deriva dai termini greci an ("senza") e plasma ("forma").

## Epidemiologia
L'ehrlichiosi è una malattia infettiva rara con circa 3 casi per milione di abitanti segnalati negli Stati Uniti, in particolare tra aprile e ottobre, in concomitanza con la maggiore diffusione delle zecche. Una quantità ben maggiore di persone, tuttavia, possiedono anticorpi contro questo genere di batteri. Il vettore è costituito dalle zecche A. americanum, da D. variabilis e da alcune appartenenti al genere Ixodes. Amblyomma americanum è diffusa nella costa centro-atlantica, nella costa sud-orientale e meridionale e negli stati del Midwest, corrispondenti alla distribuzione geografica della zecca e alla diffusione del cervo dalla coda bianca, serbatoio di E. chaffeensis ed E. ewingii. L'ospite più comune è il cane ma lo sono anche altri canidi come volpi, lupi e coyote.
Le zecche del genere Ixodes, vettrici di A. phagocytophilum, sono diffuse soprattutto nel New England e negli stati centrali della costa atlantica così come negli stati settentrionali e centrali del Midwest. Il serbatoio è costituito da piccoli roditori quali topi e scoiattoli. Molto rari i casi in Europa ed Africa.
Le zecche si infettano con queste specie di batteri alimentandosi con il sangue di animali infetti ma non trasmettono i patogeni alle loro uova (non vi è trasmissione transovarica). In seguito parassitano ospiti come roditori e canidi e più raramente ospiti occasionali come l'uomo.

## Eziologia
Ehrlichia ed Anaplasma sono batteri intracellulari obbligati che sopravvivono all'interno di vacuoli citoplasmatici delle cellule emopoietiche, in particolare granulociti, monociti, eritrociti e piastrine. Sono cocchi o cocco-bacilli di piccole dimensioni (da 0,2 a 1,5 µm di diametro), si colorano con le colorazioni di Giemsa, Gimenez e Wright ma solo debolmente con la Gram.
Sono state identificate cinque specie di batteri causa di ehrlichiosi:
- Anaplasma phagocytophilum, responsabile dell'anaplasmosi granulocitotropica umana.
- Ehrlichia ewingii, responsabile dell'ehrlichiosi granulocitotropica umana.
- Ehrlichia chaffeensis, responsabile dell'ehrlichiosi monocitotropica umana.
- Ehrlichia canis, responsabile dell'ehrlichiosi granulocitotropica canina.
- Neorickettsia sennetsu, responsabile dell'ehrlichiosi da Sennetsu.

## Patogenesi
Questi batteri si presentano sotto forma di corpi elementari, di piccole dimensioni (0,2-0,4 µm) e in grado di infettare le cellule, e corpi reticolari, più grandi (0,8-1,5 µm) in grado di replicarsi. La zecca, cibandosi del sangue dell'organismo ospite, trasmette il batterio sotto forma di corpi elementari che entrano nella circolazione sanguigna e si attaccano le cellule ematopoietiche, per cui possiedono un particolare tropismo. Nel caso di Ehrlichia l'aggancio avviene tramite i recettori TRP32, TRP47, TRP75, TRP120, p28 e Ank200 che legano recettori non ancora identificati sulla cellule ospite, nonché tramite il legame della proteina batterica EtPe alla DNAsiX. Legatosi alla cellula bersaglio, il batterio viene internalizzato in un vacuolo per endocitosi e grazie all'espressione di una serie di proteine sulla membrana vacuolare evade la fusione con i lisosomi. Il batterio è inoltre in grado di inibire l'apoptosi, la risposta da parte dell'immunità innata e la produzione di ROS e di citochine pro-infiammatorie. A questo punto il corpo elementare si trasforma in corpo reticolare che si divide per scissione binaria all'interno del vacuolo formando una morula. Una volta formato un gran numero di corpi elementari, la cellula infettata va incontro a lisi ed essi vengono rilasciati nella circolazione. L'organismo cerca di contenere l'infezione mediante la produzione di TNF-α e IFN-γ da parte delle cellule infettate che induce i macrofagi ad ucciderle e a fagocitare i batteri nella fase extracellulare. Nel caso di E. chaffeensis, i macrofagi e i monociti rappresentano essi stessi i bersagli del batterio e sono i principali responsabili del danno d'organo oltre che della lisi delle cellule ematiche.

## Clinica
L'ehrlichiosi monocitotropica umana, l'ehrlichiosi granulocitotropica umana e l'ehrlichiosi granulocitotropica canina, causate rispettivamente da E. chaffeensis, E. ewingii e E. canis, hanno un'incubazione di 5-14 giorni in seguito alle quali i pazienti sviluppano febbre alta, brividi, mialgie, cefalea, malessere generale a cui possono associarsi nel 20-40% dei casi dolore addominale, tosse, nausea, vomito, anoressia e confusione. Nel 30-40% dei casi, soprattutto nei bambini, compare un rash costituito da maculo-papule rosse di piccole dimensioni, a tratti confluenti, diffuse soprattutto agli arti e in minor misura al tronco. Nei pazienti immunosoppressi si possono sviluppare ARDS, CID, epatite, meningoencefalite e un quadro simile ad una sindrome da shock tossico. Nell'ehrlichiosi granulocitotropica umana le complicanze sono meno frequenti. La malattia ha un decorso prolungato e il tasso di letalità è del 2-3%.
L'anaplasmosi granulocitotropica umana, causata da A. phagocytophilum, ha un'incubazione di 5-21 giorni, in seguito ai quali il paziente sviluppa un quadro simile a quello dell'ehrlichiosi monocitotropica umana ma con spiccata granulocitopenia e nel 10% dei casi comparsa di rash maculo-papuloso. La malattia presenta spesso complicanze ma il tasso di letalità è attorno all'1%.

## Diagnosi
A causa del tropismo del batterio e della risposta da parte dei fagociti, agli esami ematochimici sono comuni leucopenia e piastrinopenia di grado variabile da lieve a severo e le transaminasi sono sempre elevate. 
L'esame microscopico è spesso di scarsa utilità, soprattutto per l'ehrlichiosi monocitotropica dove le morule si riscontrano in meno del 10% dei casi anche dopo un'adeguata colorazione. Il gold standard per la diagnosi è rappresentato dalla PCR su campione di sangue e dalla ricerca degli anticorpi. Questi ultimi tuttavia non permettono di distinguere tra le varie specie di Ehrlichia e presentano cross-reattività anche verso Rickettsia, Borrelia, Coxiella e Brucella.

## Terapia
L'antibiotico d'elezione è la doxiciclina che va avviata prima di avere la conferma di infezione dagli esami laboratoristici. Ci si può avvelere della rifampicina quale antibiotico di seconda linea.
La prevenzione si effettua evitando di frequentare le aree in cui i vettori sono endemici e in quelle in cui sono presenti i principali ospiti e serbatoi. Qualora ciò non fosse possibile è bene avvalersi di repellenti per insetti ed vestiti protettivi. Nel caso di puntura di zecca, questa va rimossa al più presto.